# Spornschildkröte
Die Spornschildkröte (Centrochelys sulcata) gehört innerhalb der Familie der Landschildkröten (Testudinidae) zur rezent monotypischen Gattung Centrochelys, früher wurde sie zur Gattung Geochelone gezählt. Spornschildkröten sind nach den Galápagos-Riesenschildkröten (Chelonoidis nigra) und den Seychellen-Riesenschildkröten der Gattung Dipsochelys die drittgrößten lebenden Landschildkröten und erreichen eine Rückenpanzerlänge von ungefähr 80 cm, sowie ein Gewicht von über 80 kg. Sie besiedeln ein trockenes Verbreitungsgebiet mit spärlicher Vegetation im nördlichen Zentralafrika, das sich wie ein schmales Band über 8000 km vom Atlantik bis zum Roten Meer zieht. Bislang sind keine Unterarten beschrieben.

## Beschreibung
Der abgeflachte Rückenpanzer Carapax verfügt über gebogene Randschilde mit gesägtem Hinterrand. Die Wachstumsringe sind stark ausgeprägt und bleiben auch im Alter sichtbar. Markantes Merkmal für diese Art sind nach oben gebogene, gegabelte Kehlschilde (Gulare), die über den Rand des Rückenpanzers hinausragen. Die Panzerfärbung reicht von braun, oliv über gelborange bis cremefarben. Auch der Bauchpanzer weist deutlich erkennbare Wachstumsringe auf. Sehr alte Tiere sind hell, manchmal fast weiß. Die einzelnen Schilde sind an den Rändern deutlich dunkel abgesetzt. Die Haut ist beige und geht stellenweise ins Gelbliche. Namensgebend ist der bei beiden Geschlechtern vorhandene, auffällige Sporn an den Oberschenkeln der Hinterbeine.
Für wildlebende Spornschildkröten wird eine maximale Rückenpanzerlänge von 83 cm angegeben, verbunden mit einem Gewicht von bis zu 105 kg. Tiere in Gefangenschaft werden möglicherweise noch größer und schwerer. Verlässliche Angaben liegen jedoch nicht vor.

### Geschlechtsunterschiede
Die Spornschildkröte zeigt einen ausgeprägten Geschlechtsdimorphismus, nur Jungtiere sind schwierig nach Geschlechtern zu unterscheiden. Männliche Tiere werden größer als weibliche, die meist nur 60–70 cm erreichen und etwa 45–60 kg wiegen. Männchen besitzen einen deutlich nach innen gewölbten Plastron und einen längeren Schwanz. Auch sind bei ihnen die Randschilde höher aufgebogen, die Oberschenkelsporne größer und die Kehlschilde stärker ausgeprägt.

## Systematik
Die Spornschildkröte wurde 1779 erstmals vom englischen Tier- und Pflanzenzeichner John Frederick Miller mit einem wissenschaftlichen Namen, Testudo sulcata, belegt. Später wurde sie lange Zeit der Gattung Geochelone Fitzinger, 1835 zugerechnet. Nach einem Vorschlag des französischen Herpetologen Roger Bour aus dem Jahr 1985 wird sie aber nun in die mittlerweile auf Gattungsrang gehobene ehemalige Untergattung Centrochelys Gray, 1872 gestellt. Unterarten sind bislang keine beschrieben.
Holotypus: inzwischen nicht mehr auffindbar
Terra typica: „India occidentali[s]“ (Westindien, was sich allerdings als Irrtum herausstellte)
Herkunft des Namens: kentron gr., Stachel; chelys, gr., Schildkröte; sulcatus, a, um lat., gefurcht.

## Lebensweise in der Natur

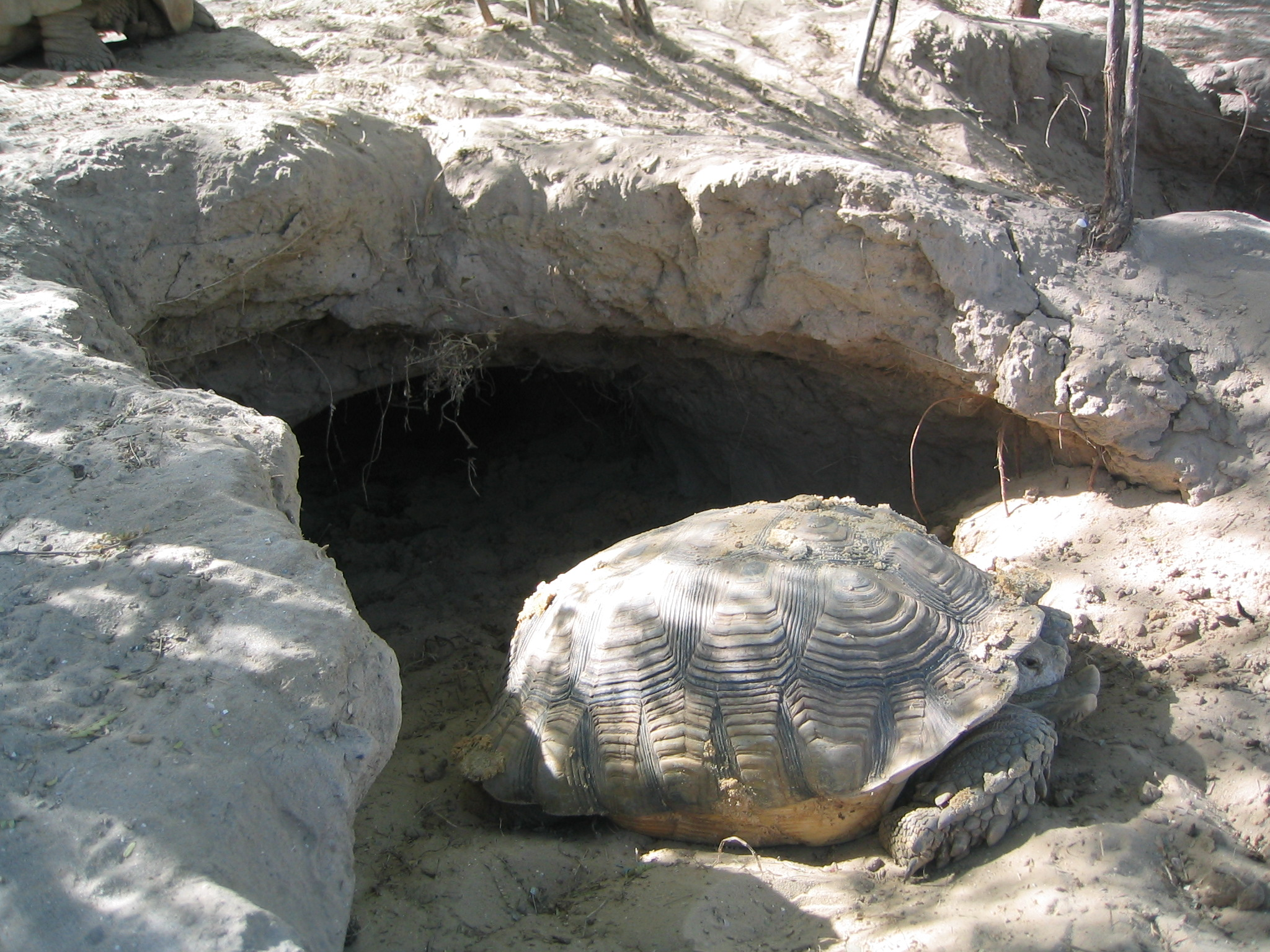
Spornschildkröte vor Erdhöhle in Senegal

Spornschildkröten sind wechselwarme Reptilien, die saisonale und Tages-Temperaturschwankungen durch angemessene Verhaltensweisen minimieren müssen, um so eine geeignete Körpertemperatur aufrechterhalten zu können. Eine wichtige Rolle spielt bei dieser Art der Thermoregulation das Aufsuchen von der Jahres- und Tageszeit angemessen Unterschlupfmöglichkeiten. Dafür nutzen Spornschildkröten Wohnhöhlen im Boden, die bis zu 4 m tief und 15 m lang sein können. Wenn vorhanden, werden die verlassenen Bauten anderer Tiere genutzt. Aber ab einem Alter von 2–3 Jahren graben Spornschildkröten mit ihren kräftigen Vorderbeinen und teilweise mit den gabelförmigen Kehlschilden auch selbst unterirdische Gänge. Meist nutzen sie nicht nur eine einzige Höhle, sondern „besitzen“ mehrere, die gelegentlich mit anderen Spornschildkröten und sogar anderen Tierarten geteilt werden.
In der kühleren Jahreszeit verlässt die Spornschildkröte bereits morgens ihre Höhle und wärmt sich auf, bevor sie auf Nahrungssuche geht. In der heißeren Jahreszeit wird sie dagegen oft erst in den Abendstunden aktiv. In den Zwischenperioden ist sie häufig zweiphasig aktiv, d. h., sie kehrt in der heißen Tageszeit in ihre Höhle zurück. Insbesondere die feuchtere Jahreszeit wird intensiv genutzt, wohingegen die heißen Trockenperioden zum Schutz vor Austrocknung ebenfalls inaktiv in der Erdhöhle überdauert werden müssen. Während dieser Sommerruhe werden, ähnlich der Winterstarre anderer Arten, Stoffwechsel und Herzschlag stark heruntergefahren.

### Verbreitung und Lebensraum
Das Verbreitungsgebiet der Spornschildkröte ist die afrikanische Sahelzone, die im Norden an die Sahara angrenzt. CITES listet Bestände in folgenden Staaten auf: Äthiopien, Ägypten, Benin, Eritrea, Mali, Mauretanien, Niger, Nigeria, Senegal, Somalia, Sudan, Tschad und Togo. Sie wurde in einigen Teilen dieser Verbreitungsgebietes allerdings von Menschen eingebürgert. In Teilen des Verbreitungsgebietes muss die Population als gefährdet eingestuft werden.
Die Spornschildkröte ist eine Bewohnerin von drei unterschiedlichen Vegetationszonen. Dazu zählen trocken-heißes Grasland mit Halbwüstencharakter, belaubtes Buschgebiet und Grasland mit Akazienbestand. Tagestemperaturen von über 40 °C sind in ihrem Verbreitungsgebiet die Regel. Selbst 50 °C können erreicht werden. Die Temperatur-Minimalwerte liegen bei 3–21 °C. In einigen Biotopen kann es aber gelegentlich auch zu Nachtfrösten kommen. Die spärliche Vegetation im Lebensraum der Spornschildkröten besteht überwiegend aus verschiedenen Akazienarten, Affenbrotbäumen, Tamarinden, Dornbuscharten, Langfäden und aus diversen wilden Hirsearten, Digitaria sp., Panicum sp., Stachelgräsern Cenchrus sp. und einem spärlichen, meist einjährigen Bewuchs an Kräutern und Gräsern.

### Nahrung
Die Spornschildkröte ernährt sich überwiegend vegetarisch. Je nach Saison sind das frische, grüne Triebe von Sukkulenten, Kräutern und Gräsern, in den allermeisten Fällen aber trockene und abgestorbene Pflanzenteile, weil Niederschläge in ihrem Verbreitungsgebiet selten sind und manchmal monate- bis jahrelang ausbleiben können. Zu den bevorzugten Nahrungspflanzen gehören Knopfgras, Dactyloctenium aegypticum, und Finger-, Faden- bzw. Zwerghirse Digitaria sp., Eragrostis sp., außerdem Senna (syn. Cassia) obtusifolia sowie sukkulente Pflanzen wie Tagblumen Commelina benghalensis und Sommer-Portulak Portulaca oleracea. Darüber hinaus werden auch Insekten erbeutet und Aas, Knochen und Kot von Säugetieren gefressen.
Weil ihr nur selten ausreichend Trinkwasser zur Verfügung steht, geht die Spornschildkröte sehr sparsam mit Wasser um und scheidet nur äußerst geringe Mengen an Urin aus, an Volumen sogar weniger als die wesentlich kleineren europäischen Landschildkröten.

## Fortpflanzung

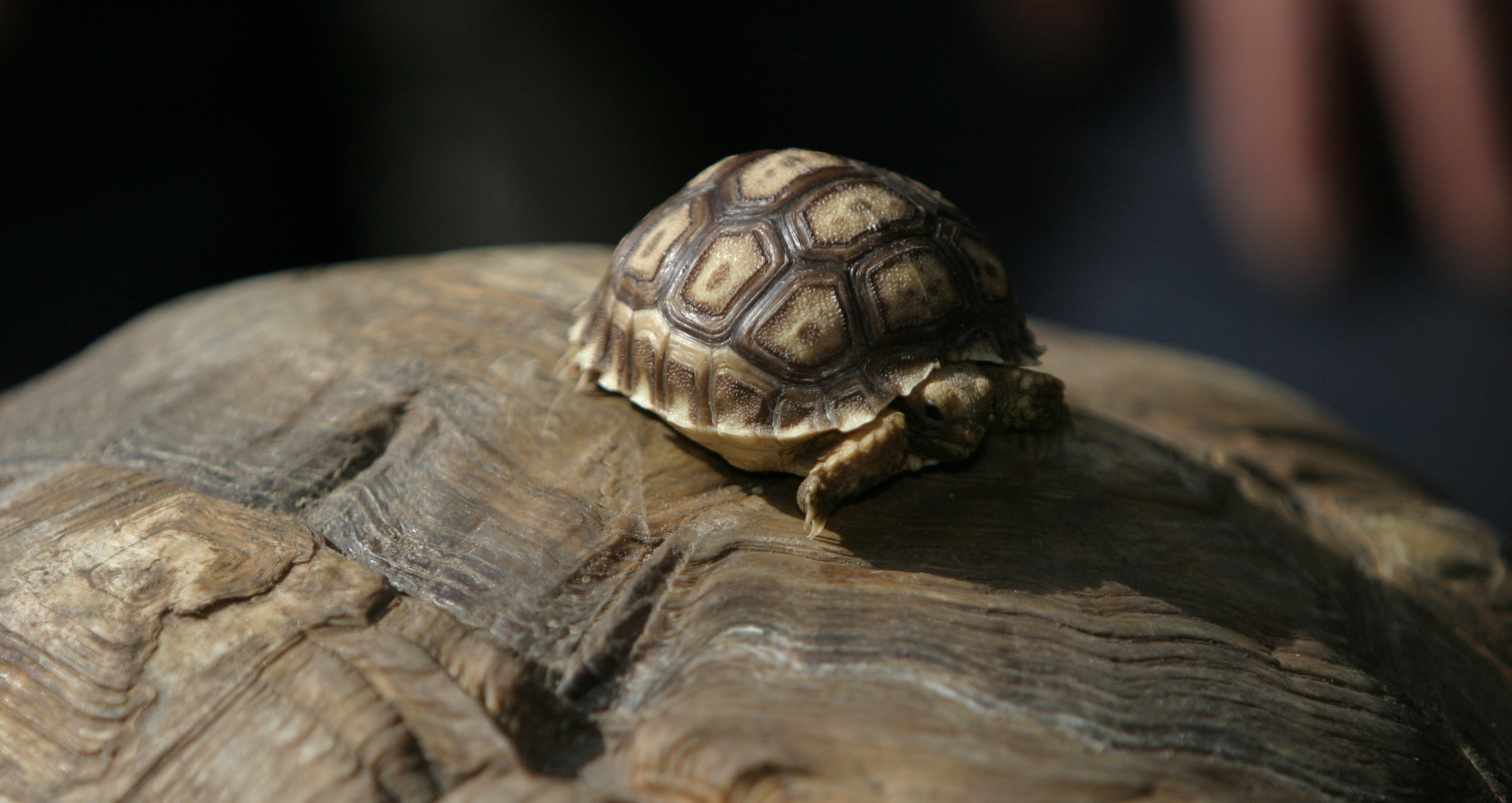
Junge Spornschildkröte auf dem Panzer ihrer Mutter

Der Eintritt der Geschlechtsreife ist bei Schildkröten weniger an ein bestimmtes Alter als eine bestimmte Größe bzw. Gewicht gebunden. Spornschildkröten werden etwa mit 15–20 kg geschlechtsreif, ein Gewicht das Weibchen in der Natur mit etwa 10–12 Jahren erreichen, Männchen erst etwa 3 Jahre später. Bei Gefangenschaftshaltung kann die Erwachsenengröße schon wesentlich früher erreicht werden.
Die Paarungszeit ist nicht auf eine bestimmte Jahreszeit beschränkt, kühlere und feuchtere Monate werden aber bevorzugt. Die Männchen suchen aktiv nach Weibchen und müssen dazu oft sehr weite Strecken zurücklegen (10–20 km, teilweise deutlich mehr). Haben sie ein Weibchen gefunden, versuchen sie dieses durch Rammen gegen den Panzer bzw. Bisse in Kopf und Extremitäten an der Flucht zu hindern. Dabei kann es zu schweren Paarungsverletzungen kommen, teilweise mit Todesfolge. Hat es das Männchen geschafft aufzureiten, dauert die Paarung etwa 15 min, wird aber in der Regel mehrfach am Tag wiederholt. Das Männchen stößt dabei heisere Grunzlaute aus, die weithin zu hören sind.
Gelegentlich kommt es zu Revierkämpfen unter den Männchen, die ähnlich heftig ablaufen wie die Paarung, mit kräftigen Bissen und Rammstößen von Panzer und Kehlschild.
Etwa einen Monat nach der Paarung kommt es zur Eiablage, bevorzugt im feuchteren Wurzelbereich von Buschwerk. Die Eiablage erfolgt in bis zu 9 Gelegen pro Jahr, meist sind es jedoch 2–3, mit bis zu 40 Eiern pro Gelege. Die Eier werden in selbst gegrabene Erdmulden gelegt, die nach erfolgter Eiablage wieder sorgfältig verschlossen werden. Die Jungtiere schlüpfen in der Natur bevorzugt kurz vor Einsetzen der Regenzeit und deshalb nach sehr unterschiedlicher Brutzeit, im Schnitt ca. 120 Tage. Aber auch wesentlich längere Inkubationszeiten sind beschrieben. Beim Schlupf wiegen die Jungtiere durchschnittlich etwa 40 g und sind etwa 5 cm lang.

## Gefährdung
Die Spornschildkröte wird in der Roten Liste als gefährdet und im Washingtoner Artenschutz-Übereinkommen im Anhang II als bedrohte Art geführt. Ursachen hierfür sind Absammeln zum Eigengebrauch (Haustiere, Nahrung) und Exporte, Zerstückelung und Zersiedelung des einst riesigen Verbreitungsgebietes, Vorrücken der Wüste in das Verbreitungsgebiet. Sehr erfolgreich läuft dagegen die Zucht in menschlicher Obhut.

## Galerie

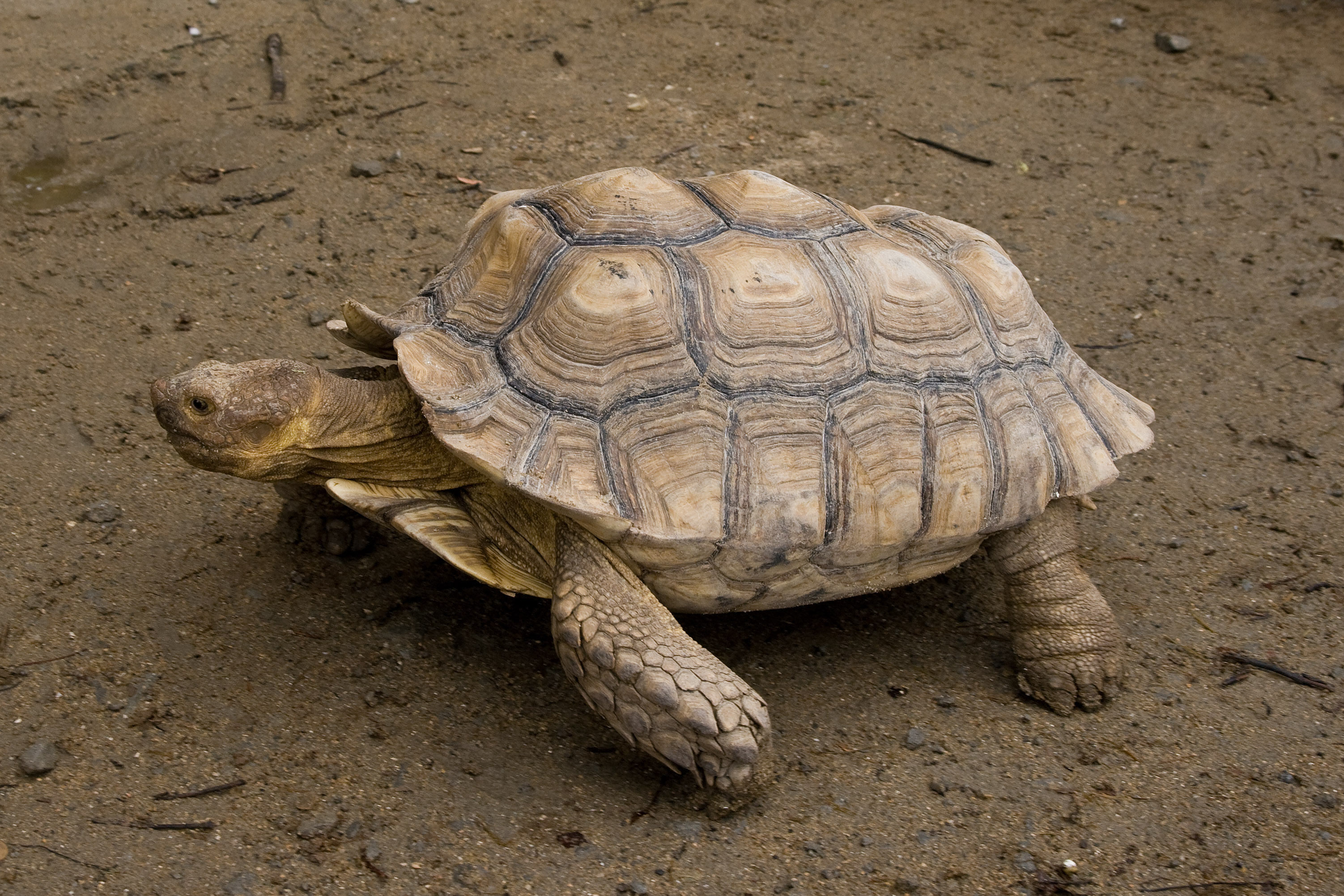
Spornschildkröte
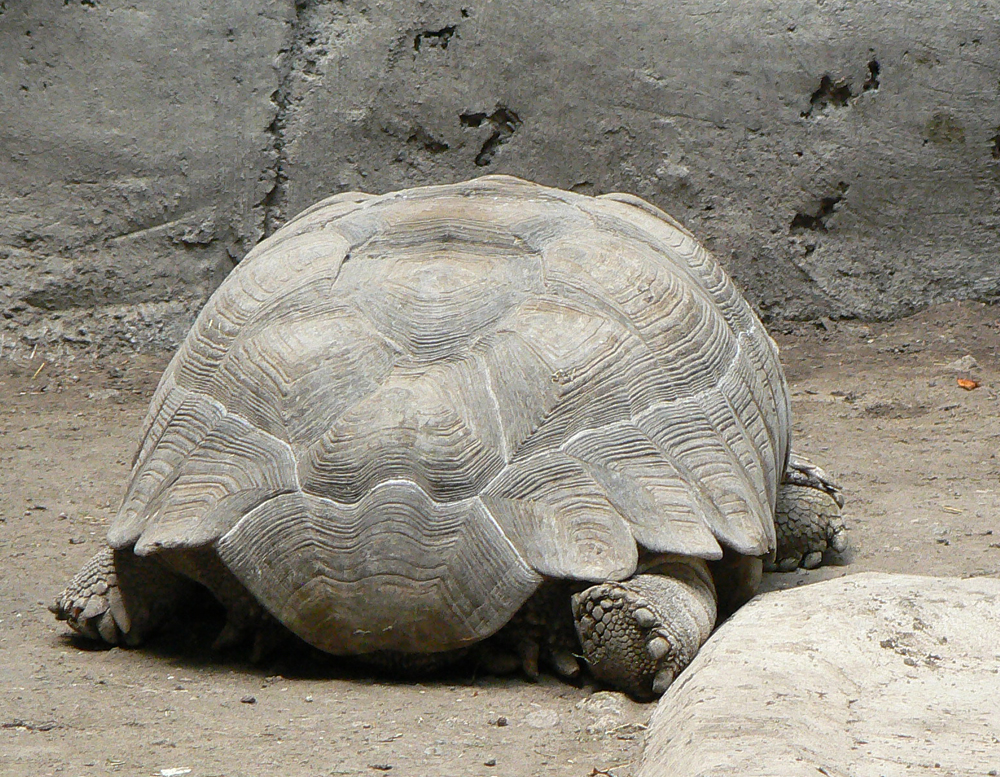
Hinterteil
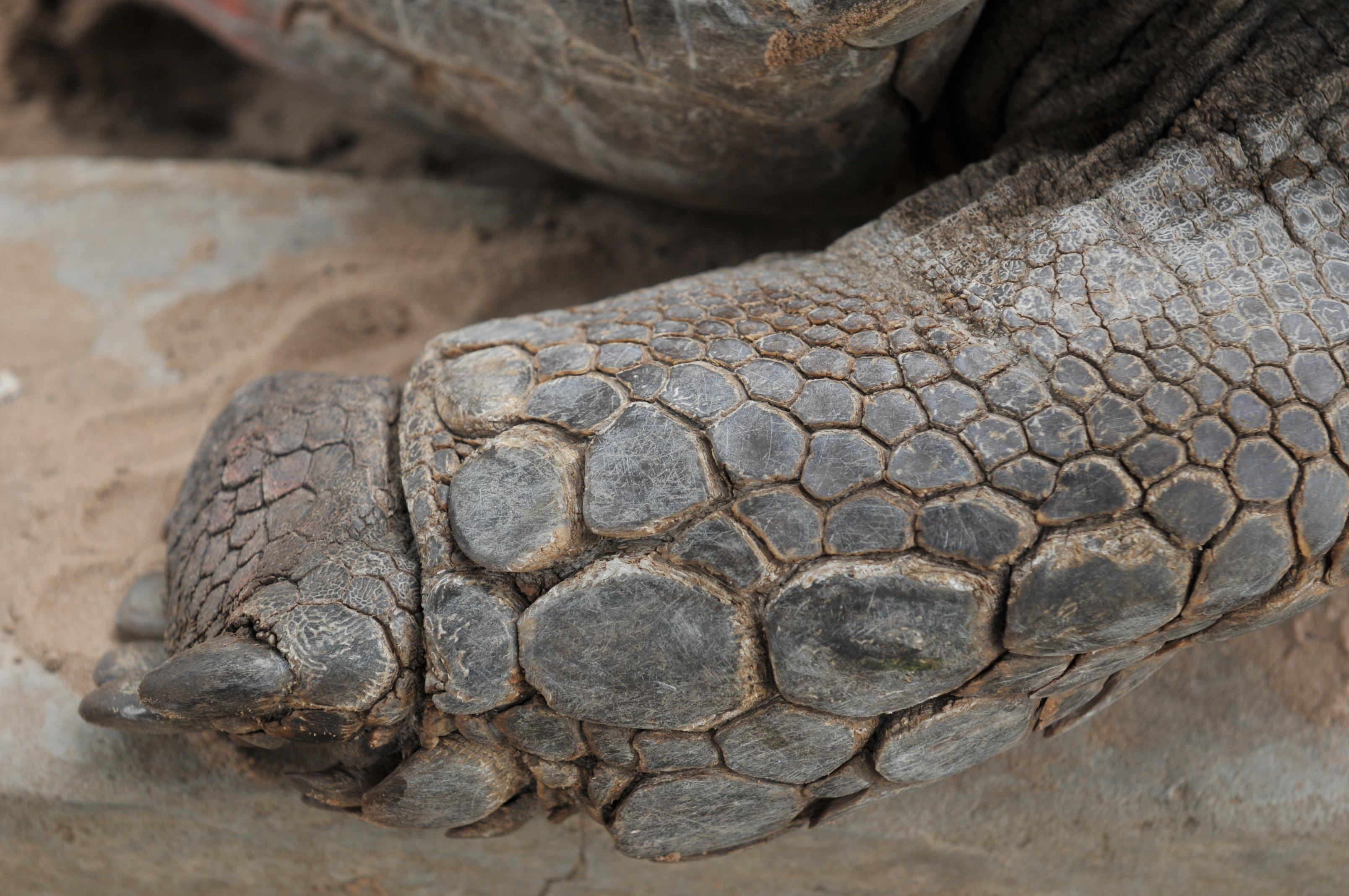
Bein
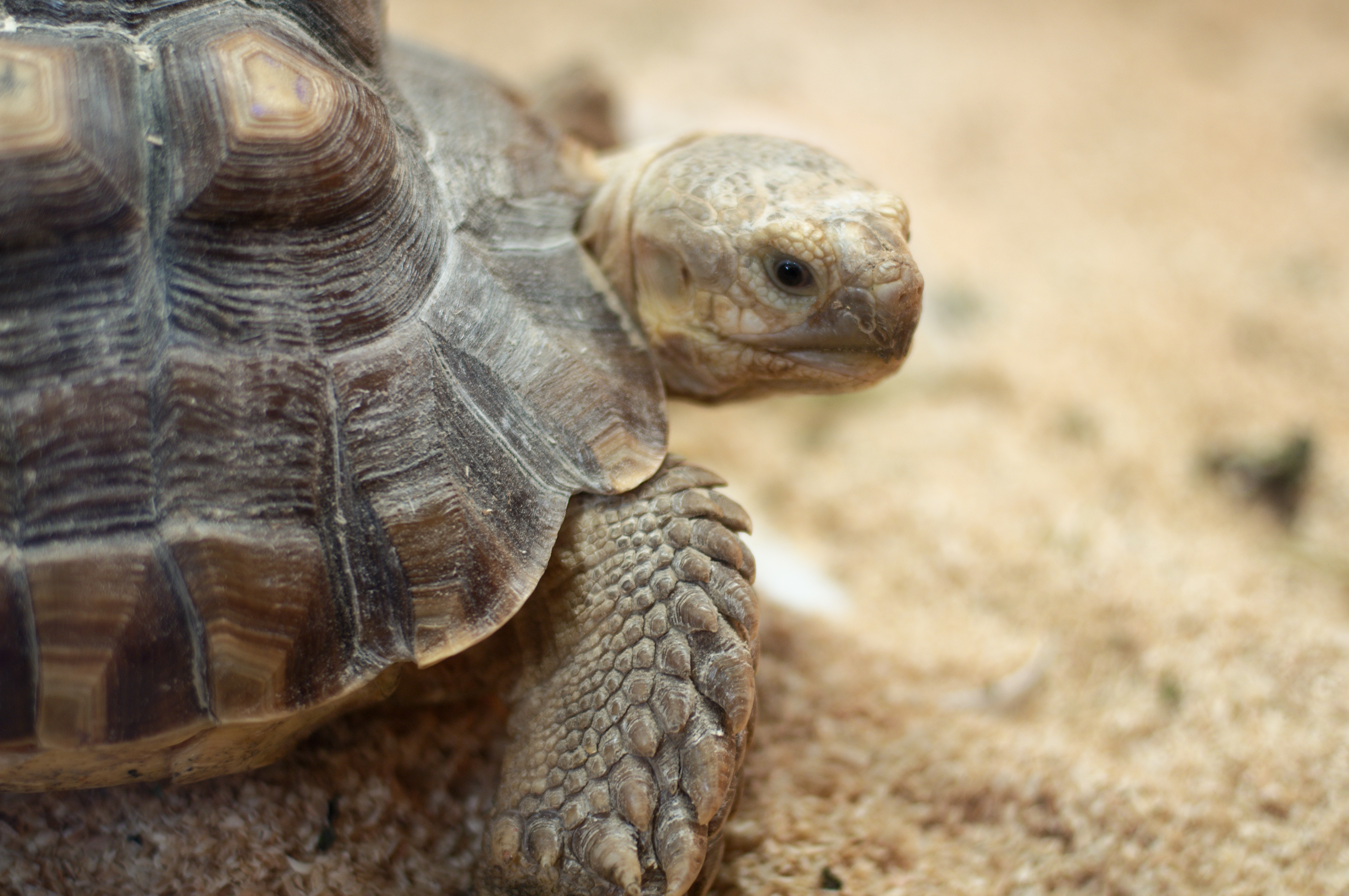
Kopf
- Kopulation
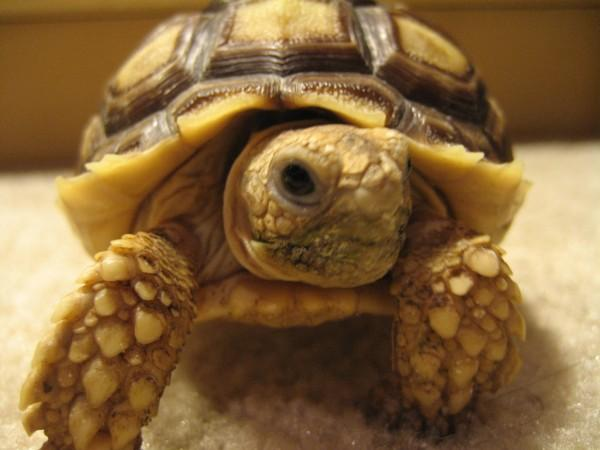
Junge Spornschildkröte